# Biton ragazzii
Biton ragazzii är en spindeldjursart som först beskrevs av Kraepelin 1899.  Biton ragazzii ingår i släktet Biton och familjen Daesiidae. Inga underarter finns listade.